# Paul von Natalis

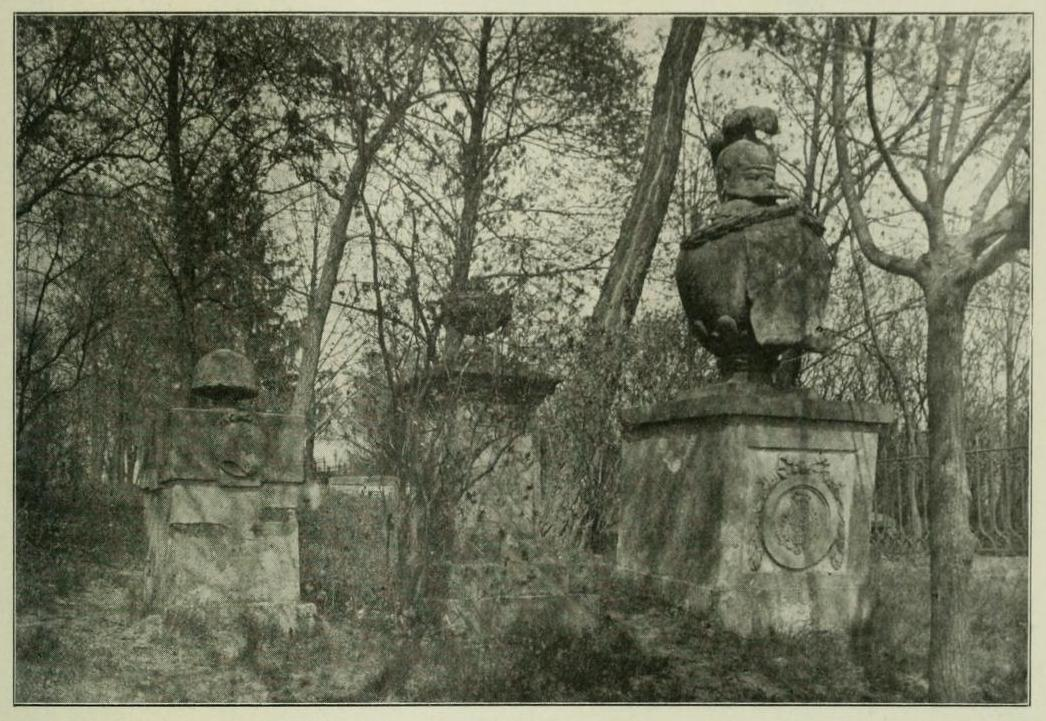
Grabmal des Generals Natalis (links) und seiner Frau Rahel (recht) auf dem Bergfriedhof in Crossen

Paul von Natalis (* 8. März 1720 in Pillau, Landkreis Fischhausen, Ostpreußen; † 4. April 1789 in Crossen an der Oder, Brandenburg) war ein königlich preußischer Generalmajor und Kommandant von Breslau.

## Herkunft
Seine Eltern waren der Oberst Jean de Natalis und dessen Ehefrau Susanne de la Fargue. Er war deren einziger Sohn.

## Leben
Schon mit 14 Jahren ging er in preußische Dienste und wurde 1740 Fähnrich im Bataillon seines Vaters. Dort stieg er bis zum Hauptmann auf. Am Beginn des Siebenjährigen Krieges wurde er in das Grenadierbataillon Nr. 4 versetzt, wo er eine Kompanie erhielt. Im November 1759 wurde er dann Major und kommandierte ein Grenadierbataillon, das sich aus den Grenadier-Kompanien des Infanterieregiments Nr. 2 (Canitz) und des Garnisonregiments Nr. 9 (Mellin) zusammensetzte. Das Regiment konnte sich in einigen Schlachten beweisen, insbesondere 1762 in der Schlacht bei Freiberg, wofür er den Pour le Mérite erhielt.
Im August 1767 wurde er zum Oberstleutnant befördert und wurde als solcher in das Infanterie-Regiment Nr. 39 (Braunschweig) versetzt, dort wurde er am 29. Mai 1771 Oberst. Am 16. April 1776 wurde er Generalmajor und Chef des Garnisons-Regiments Nr. 5. Als die Garnisonsregimenter 1788 aufgelöst wurden, ging er in Pension.
Er starb am 4. April 1789 in Crossen.

## Familie
Er heiratete als Major um 1750 Charlotte Maria Rahel von Collas (* 24. Dezember 1723 in Königsberg, Ostpreußen; † 13. Dezember 1794 in Crossen an der Oder), die einzige Tochter des Gelehrten und Baumeisters John von Collas und der Christina Charlotte Pelet (Haus Weißenstein-Glaubitten) und Schwester des königlich preußischen Majors Johann Jakob von Collas (1721–1792).